# ناحیه شتوان
ناحیه شتوان (به عربی: دائرة شتوان) یک ناحیه در الجزایر است که در استان تلمسان واقع شده‌است.